# Gentiana walujewii
Gentiana walujewii là một loài thực vật có hoa trong họ Long đởm. Loài này được Regel & Schmalh. mô tả khoa học đầu tiên năm 1879.